# Lahachok
Lahachok (Nepali लाहाचोक) ist ein Dorf und ein Village Development Committee (VDC) im Distrikt Kaski der Verwaltungszone Gandaki in Zentral-Nepal.
Das VDC Lahachok liegt 11 km nordnordwestlich von Pokhara am Fuße des Annapurna Himal. Der Ort Lahachok liegt auf einer Höhe von 1150 m an der Einmündung des Mardi Khola in den Seti Gandaki. 

## Einwohner
Das VDC Lahachok hatte bei der Volkszählung 2011 3129 Einwohner (davon 1356 männlich) in 829 Haushalten.